# Centrolene ocellifera
Centrolene ocellifera е вид жаба от семейство Centrolenidae.

## Разпространение
Видът е разпространен в Еквадор.

## Описание
Популацията на вида е стабилна.